# IONIS Education Group

Logo der IONIS Education Group

Die IONIS Education Group ist die größte Gruppe der privaten Hochschulen in Frankreich. Die im Jahr 1994 von Marc Sellam gegründete Bildungseinrichtung, bringt es insgesamt auf 35.000 Studenten und 100.000 ehemalige Schüler.
Insgesamt sind 29 Schulen Mitglied dieser Gruppe, in Bereichen wie Aeronautik, Biotechnologie, Internet, Computer und Management.

## Mitglieder

### Unternehmen
- Institut supérieur de gestion
- ISG Luxury Management
- ISG RH
- ISG Sport Business Management
- Institut supérieur européen de gestion group
- ICS Bégué
- Institut supérieur européen de formation par l’action
- MOD'SPE Paris
- XP, the international esport & gaming school

### Technologie
- Concours Advance
- École pour l’informatique et les techniques avancées
- École pour l’informatique et les nouvelles technologies
- École spéciale de mécanique et électricité
- IA Institut
- Institut polytechnique des sciences avancées
- Institut Sup’Biotech de Paris
- E-Artsup
- Epitech Digital
- Epitech Executive
- IONIS School of Technology and Management
- Coding Academy
- SecureSphere by EPITA
- Supinfo
- Web@cademie

### Ausbildung
- École des technologies numériques appliquées
- Fondation IONIS
- IONIS 361
- IONISx
- PHG Academy